# 高木松吉
高木 松吉（たかぎ まつきち、1898年（明治31年）10月4日 - 1965年（昭和40年）12月9日）は、日本の弁護士、政治家。衆議院議員。

## 経歴
福島県双葉郡広野村（現広野町）で生まれる。1922年（大正11年）中央大学法律科を卒業。弁護士となり、報知新聞法律相談所長に就任した。
1948年（昭和23年）、政治資金に関する問題で衆議院不当財産取引調査特別委員会に証人喚問された。1949年（昭和24年）1月、第24回衆議院議員総選挙で福島県第3区から民主自由党公認で出馬して当選。その後、第27回総選挙まで連続4回当選した。1958年（昭和33年）5月の第28回総選挙では落選した。この間、運輸大臣秘書官、裁判官訴追委員会代理委員長、第3次吉田内閣・法務政務次官、衆議院行政監察特別委員長、日本民主党全国委員会副委員長、同代議士会副会長、日本交通公社法律顧問などを歴任した。浜通り地方の道路改良などに尽力した。